# Гута (Хойницький повіт)
Гута (пол. Huta) — село в Польщі, у гміні Бруси Хойницького повіту Поморського воєводства.
Населення — 117 осіб (2011).
У 1975-1998 роках село належало до Бидгощського воєводства.

## Демографія
Демографічна структура станом на 31 березня 2011 року:
|          | Загалом | Допрацездатний вік | Працездатний вік | Постпрацездатний вік |
| -------- | ------- | ------------------ | ---------------- | -------------------- |
| Чоловіки | 54      | 7                  | 41               | 6                    |
| Жінки    | 63      | 16                 | 32               | 15                   |
| Разом    | 117     | 23                 | 73               | 21                   |